# Сафонова Тамара Степанівна
Сафонова Тамара Степанівна (24 червня 1946) — радянська стрибунка у воду.
Срібна медалістка Олімпійських ігор 1968 року, учасниця Олімпійських Ігор 1964, 1972 років.
Призерка Чемпіонату Європи з водних видів спорту 1966, 1970, 1974 років.
Переможниця літньої Універсіади 1973 року.